# Allahdiyen, Salihli
Allahdiyen là một xã thuộc huyện Salihli, tỉnh Manisa, Thổ Nhĩ Kỳ. Dân số thời điểm năm 2011 là 406 người.